# Otto Skrowny
Otto Skrowny (* 21. srpna 1944) je bývalý východoněmecký fotbalista.

## Hráčská kariéra
Začínal v klubu Rotation Lipsko a hrál zde do roku 1962. Poté nastupoval za SC Lipsko, odkud přestoupil do Wismutu Gera. Z Gery se vrátil do Lipska a hrál za Chemii. Po základní vojenské službě v NVA, kterou strávil ve Vorwärts Lipsko, byl znovu hráčem Chemie. Profesionální kariéru uzavřel ve Stahl Nordwest Lipsko. V sezoně 1969/70 se stal se 12 brankami nejlepším střelcem východoněmecké nejvyšší soutěže, což byl nejmenší počet gólů, který kdy stačil na trůn východoněmeckého krále střelců v úplné sezoně. Tucet branek dal také Klaus Selignow v sezoně 1955, ta se však hrála jednokolově z důvodu přechodu na sovětský hrací model jaro–podzim (v NDR 1956–1960).

### Ligová bilance
V sezoně 1974/75 se Chemie Lipsko účastnila kvalifikačního turnaje o postup do nejvyšší východoněmecké soutěže, v němž uspěla. Starty a branky Otto Skrowného v kvalifikačním turnaji jsou za znaménkem plus.
| Ročník                     | Zápasy | Góly | Klub                      |
| -------------------------- | ------ | ---- | ------------------------- |
| II. liga 1965/66 – sk. jih | 25     | 10   | BSG Wismut Gera           |
| I. liga 1966/67            | 21     | 1    | BSG Wismut Gera           |
| II. liga 1967/68 – sk. jih | 24     | 12   | BSG Wismut Gera           |
| I. liga 1968/69            | 20     | 5    | BSG Chemie Lipsko         |
| I. liga 1969/70            | 26     | 12   | BSG Chemie Lipsko         |
| I. liga 1970/71            | 6      | 0    | BSG Chemie Lipsko         |
| II. liga 1970/71 – sk. jih | 2      | 0    | BSG Chemie Lipsko II      |
| II. liga 1971/72 – sk. C   | 19     | 13   | ASG Vorwärts Lipsko       |
| II. liga 1972/73 – sk. C   | 22     | 13   | ASG Vorwärts Lipsko       |
| II. liga 1973/74 – sk. C   | 7      | 0    | ASG Vorwärts Lipsko       |
| I. liga 1973/74            | 13     | 1    | BSG Chemie Lipsko         |
| II. liga 1974/75 – sk. C   | 17+7   | 8+1  | BSG Chemie Lipsko         |
| I. liga 1975/76            | 7      | 0    | BSG Chemie Lipsko         |
| II. liga 1978/79 – sk. C   | 22     | 7    | BSG Stahl Nordwest Lipsko |
| II. liga 1980/81 – sk. C   | 20     | 6    | BSG Stahl Nordwest Lipsko |
| II. liga 1981/82 – sk. C   | 22     | 8    | BSG Stahl Nordwest Lipsko |
| II. liga 1983/84 – sk. C   | 7      | 6    | BSG Stahl Nordwest Lipsko |
| CELKEM I. LIGA             | 93     | 19   |                           |
| CELKEM II. LIGA            | 194    | 84   |                           |